# Scheppach (Bretzfeld)
Scheppach ist ein Ortsteil von Bretzfeld im Hohenlohekreis im nördlichen Baden-Württemberg.

## Geografie
Scheppach liegt im südwestlichen Hohenlohekreis am linken Ufer des sich zur Hohenloher Ebene hin weitenden Tals der Brettach. Am gegenüberliegenden Ufer liegt der Bretzfelder Ortsteil Adolzfurt, mit dem Scheppach durch die jüngere Siedlungsausdehnung zusammengewachsen ist. Im Ort münden nacheinander erst der aus dem Süden kommende Gabelbach, dann von Südwesten her der kleinere Eschelbach von links in die Brettach.

## Ortsgliederung
Zur ehemaligen Gemeinde Scheppach gehören das Dorf Scheppach und der Weiler Hohenacker (auch zu Adolzfurt).

## Geschichte

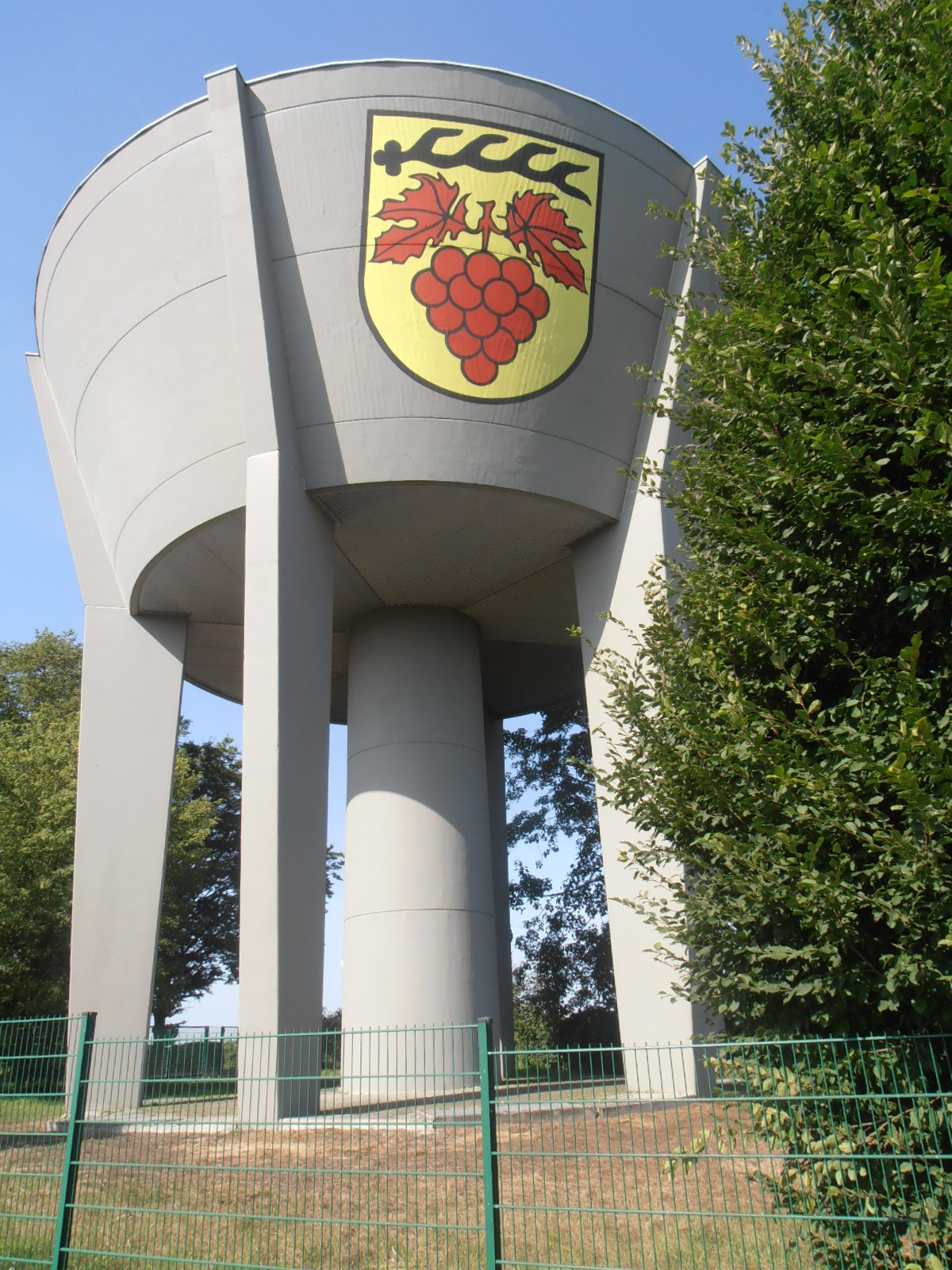
Wasserbehälter

Scheppachs erste urkundliche Erwähnung als Schepach stammt aus dem Jahre 1257. Ursprünglich bestanden wohl mehrere kleinere Siedlungen, da in den Quellen zwischen Mittelscheppach und Nieder-Scheppach unterschieden wird und es vermutlich auch ein Ober-Scheppach gab. Der heutige Ort ist aus der 1337 als Nydern Scheppach bezeichneten Siedlung hervorgegangen, während Mittelscheppach im 17. Jahrhundert aufgegeben wurde und über das nur vage im südlichen Teil der Gemarkung vermutete Ober-Scheppach nichts mehr bekannt ist.
Der wohl im 9. oder 10. Jahrhundert gegründete Ort war im 12. Jahrhundert vermutlich Reichsbesitz, der Grundbesitz lag zunächst bei den Herren von Weinsberg und deren Dienst- und Lehensleuten. Während im Laufe der Zeit auch das Stift Öhringen, das Heilbronner Klarakloster, die Johanniterkommende in Hall, das Kloster Odenheim und andere Besitz in Scheppach erwarben und der Grundbesitz dadurch ständig weiter zersplitterte, kam die Oberherrschaft 1407 an die Herren von Weinsberg, die Scheppach mit anderen Teilen ihrer Herrschaft 1423 an die Kurpfalz verpfändeten. Der Ort wurde 1445 während einer Fehde des Hauses Hohenlohe mit den Herren von Berlichingen und wenig später 1449 im Städtekrieg verwüstet. Der Landshuter Erbfolgekrieg führte 1504 zum Übergang des Ortes an Württemberg. Ein Schultheiß sowie Richter wurden 1513 erstmals erwähnt.
Scheppach war stets ein land- und forstwirtschaftlich geprägtes Dorf, wobei die intensive Forstwirtschaft erst im 19. Jahrhundert eingesetzt hat, als sich die bewirtschafteten Waldflächen von 95 Morgen im Jahr 1769 bis auf 714 Morgen im Jahr 1860 erhöhten. Weinbau wurde in Scheppach vom 16. Jahrhundert bis in die 1950er-Jahre betrieben. Handel und Gewerbe waren in Scheppach stets nur schwach vertreten, an industrieller Ansiedlung sind lediglich einige Produktionsstätten des im Nachbarort Adolzfurt ansässigen Zweigbetriebs der Dynamit Nobel zu nennen.
Scheppach hatte an der Wende zum 19. Jahrhundert etwa 330 Einwohner. Bis 1861 wuchs die Bevölkerung auf rund 600 Personen an, ging danach jedoch durch Ab- und Auswanderung bis 1939 wieder auf 385 Personen zurück. Nach dem Zweiten Weltkrieg bildeten Vertriebene aus Ungarn und der Tschechoslowakei im Jahr 1950 rund 20 Prozent der auf 568 Personen angewachsenen Einwohnerschaft.
Mit der kommunalen Neugliederung Württembergs Anfang des 19. Jahrhunderts kam Scheppach zum Oberamt Weinsberg. Als dieses 1926 aufgelöst wurde, kam es zum Oberamt Öhringen (ab 1938: Landkreis Öhringen). Die Kreisreform 1973 führte zur Zugehörigkeit zum Hohenlohekreis. Am 1. Januar 1975 erfolgte der Zusammenschluss von Adolzfurt, Bitzfeld, Bretzfeld, Dimbach, Geddelsbach, Scheppach, Schwabbach, Siebeneich, Unterheimbach und Waldbach zur neuen Gemeinde Bretzfeld.

## Wappen
Die Blasonierung des ehemaligen Gemeindewappens lautet: In Rot ein schräglinker goldener Rechen, der Stiel überdeckt mit einer pfahlweis gestellten goldenen Sichel.

## Sehenswürdigkeiten
An die frühere Gemeindestruktur von Scheppach erinnern noch das Alte Schulhaus von 1900 sowie die Alte Kelter von 1865, außerdem sind im Ort mehrere historische Hofanlagen erhalten. Zu den Landmarken von Scheppach zählt der in den 1970er Jahren erbaute Wasserturm.